# Isa Pothof
Isa Pothof (Delft, 4 november 1997) is een Nederlands voormalig voetbalspeelster. Zij kwam als keepster uit in de Nederlandse Vrouwen Eredivisie voor ADO Den Haag en Excelsior.

## Clubcarriere
Pothof begon tussen de jongens bij de jeugd van DVV Delft en SV Den Hoorn, en ging toen naar een dameselftal van VV Ter Leede.
In seizoen 2021/22 stapte ze over naar Ajax, waar ze aan het begin van het seizoen enkele wedstrijden in de basis stond vanwege een langdurige blessure bij eerste keepster Lize Kop. Uiteindelijk speelde ze maar drie wedstrijden, en na het seizoen werd haar contract niet verlengd. Zij keerde vanaf 2022/23 weer terug bij Excelsior, waar zij ook in 2023/24 onder de lat staat.
Op 30 april 2024 maakte Pothof via de clubwebsite van Excelsior bekend na het seizoen 2023/24 te stoppen met voetballen. Pothof wil zich graag volledig kunnen richten op een maatschappelijke carrière.

## Statistieken
| Seizoen | Club         | Land      | Competitie | Wedstrijden | Doelpunten |
| ------- | ------------ | --------- | ---------- | ----------- | ---------- |
| 2013/14 | ADO Den Haag | Nederland | Eredivisie | 0           | 0          |
| 2014/15 | ADO Den Haag | Nederland | Eredivisie | 1           | 0          |
| 2015/16 | ADO Den Haag | Nederland | Eredivisie | 2           | 0          |
| 2016/17 | ADO Den Haag | Nederland | Eredivisie | 3           | 0          |
| 2017/18 | Excelsior    | Nederland | Eredivisie | 13          | 0          |
| 2018/19 | Excelsior    | Nederland | Eredivisie | 22          | 0          |
| 2019/20 | Excelsior    | Nederland | Eredivisie | 11          | 0          |
| 2020/21 | Excelsior    | Nederland | Eredivisie | 14          | 0          |
| 2021/22 | Ajax         | Nederland | Eredivisie | 3           | 0          |
| 2022/23 | Excelsior    | Nederland | Eredivisie | 20          | 0          |
| 2023/24 | Excelsior    | Nederland | Eredivisie | 22          | 0          |
| Totaal  | Totaal       | Totaal    | Totaal     | 117         | 0          |

Laatste update: 11 december 2024